# Битва під Говтвою (1659)
Битва під Говтвою (7 — 12 червня 1659 року) — битва московсько-української війни 1658-1659 років, у якій татарське військо на чолі з Карач-беєм, що прямувало на підмогу гетьману І. Виговському, разом із козацькими полками знищили великий московсько-козацький загін воєводи В. Новосильцева, що діяв на півдні Лівобережної України. Розгром московитів став прологом до Конотопської битви 8 липня 1659 року.

## Передісторія
У серпні — вересні 1658 року розпочався військовий конфлікт між урядом гетьмана Івана Виговського та Московським царством. Чигирин намагався вийти з-під влади Москви, уклавши договір з Річчю Посполитою — про входження України у конфедерацію з Польщею та Литвою. Війні між Гетьманщиною та Московією передувало антигетьманське повстання під проводом М. Пушкаря та Я. Барабаша, що охопило частину території сучасної Полтавщини.
В ході кампанії 1658 року московське військо Г. Ромодановського вторглося на Лівобережну Україну та взяло під контроль значну частину півдня Лівобережжя, спираючись на підтримку місцевих козаків — противників гетьмана І. Виговського. На початку 1659 року гетьманським силам з допомогою кримських татар вдалося відбити більшість втрачених міст. Царські війська та їхні прихильники продовжували контролювати Полтаву та частину Полтавського полку.
Наприкінці березня цар Олексій Михайлович відправив в Україну 30-тисячне військо на чолі з воєводою князем Олексієм Трубецьким. У його складі була, зокрема, еліта помісної кінноти — московські бояри, дворяни та «діти боярські». До московитів приєдналося і до 7 тисяч козаків — противників Виговського на чолі з призначеним царем «наказним гетьманом» Іваном Безпалим.
21 квітня 1659 року московити і козаки І. Безпалого почали облогу Конотопа — прикордонної фортеці, яку обороняло 4 тисячі козаків на чолі з ніжинським полковником Григорієм Гуляницьким. Штурми міста не давали успіху і облога набула затяжного характеру. У цей час гетьман І. Виговський збирав військо для походу з метою деблокади Конотопа. Також чекав прибуття кримськотатарських союзників. О. Трубецькой вирішив провести рейдові дії з метою розпорошити гетьманські сили.

## Похід Новосильцева на Полтавщину
2 травня «для оберігання від татар і зрадників черкас» московський командувач відправив на південь Лівобережжя загін на чолі з воєводою Володимиром Новосильцевим. Під його командою були московські дворяни, стрільці та союзні козаки. Новосильцев дістав наказ рухатися до Хорола, де з’єднатися з драгунським полком Я. Інвальта, що мав виступити із Полтави.
Загін дістався Хорола 11 травня та, не дочекавшись драгунів, розпочав активні дії проти гетьманських сил. Спершу взяли штурмом і спустошили («висікли й випалили») місто Горошин. А 25 травня невдало намагалися штурмувати Балаклійку. Під час бою за це місто царські війська втратили вбитими 10 осіб, пораненими — 20. Дістав поранення і стрілецький голова К. Ієвлєв. Московити та союзні козаки вирішили відступити. За 4 версти від міста вони потрапили у засідку, яку влаштував наказний полковник Філон Гаркуша. Під його командою були 3 тисячі козаків і татар. Загін В. Новосильцева, як свідчать московські донесення, «відбився на превелику силу».
У перших числах червня В. Новосильцев дістав значне підкріплення: з-під Конотопа прийшов козацький полк Івана Силки, з Полтави — драгунський полк Я. Інвальта та козаки полковника Кирика Пушкаренка — сина М. Пушкаря. З цими силами московський воєвода вирішив здобути Говтву — сотенне місто Чигиринського полку, розташоване приблизно посередині між Чигирином і Полтавою. 

## Сили сторін
Військам В. Новосильцева на півдні Лівобережжя протистояв Чигиринський полк на чолі з полковником Герасимом Каплонським, а також — татарські загони. За оцінкою історика А. Бульвінського, під Говтву чигиринський полковник привів приблизно 1,5 тисячі козаків . Також невідома кількість козаків перебувала у гарнізоні міста.
Татар на першому етапі битви налічувалось приблизно 3,5 тисяч . Долю протистояння вирішило прибуття 12 червня під Говтву великих татарських сил на чолі з перекопським князем Карач-беєм. Той вів не менше половини ханського війська, яке прямувало на підмогу до І. Виговського. Вже після перемоги під Конотопом у липні гетьман свідчив, що під орудою Карач-бея було 20 тисяч татар . Меншу цифру — 15 тисяч — наводить турецький хроніст Мустафа Наїма .
Чисельність московсько-козацького війська під Говтвою гетьман І. Виговський оцінював у 15 тисяч вояків — у листі до польського коронного обозного А. Потоцького . Сучасний російський історик І. Бабулін вважає, що у війську В. Новосильцева було не більше 1 тисячі московитів і 5 тисяч козаків .
Із московських донесень відомо, що до загону В. Новосильцева під Говтвою входили такі підрозділи:
- Кінні сотні московських дворян і жильців — невідома чисельність;
- Московський стрілецький приказ К. Ієвлєва — 600 вояків (дані за червень 1658 року) [1];
- Драгунський полк Я. Інвальта — 1 400 вояків (дані за червень 1658 року) [1];
- Козацький полк П. Апостола;
- Козацький полк І. Силки;
- Козацький полк К. Пушкаренка.

Таким чином, реалістичною видається оцінка чисельності загону від 6 до 8 тисяч вояків.

## Перебіг битви
Військо В. Новосильцева підійшло до Говтви 7 червня. Штурм міста розпочався вдень та тривав до другої години ночі — оборонці чинили запеклий опір. Зрештою, московити та козаки-колаборанти відступили та стали табором на околиці міста.
8 червня під Говтву підійшли гетьманські та татарські сили на чолі з Г. Каплонським і Ф. Гаркушею. Розпочались нові запеклі бої, що тривали три дні з перемінним успіхом. До 10 червня козаки та татари змогли оточити табір царського війська .
Тим часом із Криму рухався хан Мегмед IV Ґерай, що вів військо на підмогу гетьману І. Виговському. Авангардом кримської орди командував нуреддин-султан Аділь-Ґерай. Другу частину під орудою Карач-бея хан відправив у район Говтви .
12 червня, ще до приходу великих татарських сил, полки Г. Каплонського провели штурм московсько-козацького табору. Їх підтримували говтв’янські козаки. У результаті бою царські сили відкинули козаків і татар. За московськими даними, з гетьманського боку загинуло 200 вояків. Ще 30 потрапили у полон, більшість із них, окрім одного знатного татарина, московити стратили.
Того ж дня до Говтви почали підходити основні сили кримських татар. У тригодинному бою царське військо було розгромлене. Залишкам вдалося врятуватися втечею та відступити до Полтави.

## Втрати
За свідченням М. Наїми, із загону В. Новосильцева врятувалося не більше 1 000 ратників . У полон до татар потрапив козацький полковник Іван Силка. Його Карач-бей згодом передав І. Виговському.
Гетьман у листі до А. Потоцького так описав масштаби ворожого розгрому:
| Дав Найвищий Господь, що за його святою милістю ворог на багатьох місцях не міг торжествувати. Спочатку ж він прийшов з п’ятнадцятьма тисячами під Говтву, про що, думаю, в. м. м. панові вже відомо, де зразу після прибуття дістав такого прочухана від його м. пана Карач-бея; мало хто видостався звідти, і вся москва лягла на полі бою, а старші взяті до неволі, між якими є й Силка, керівник оборони Зінькова, який був схоплений і приведений до мене, і тепер і досі залишається прикутий до гармати. [2] |

## Наслідки
19 червня військо Карач-бея з’єдналося з козаками І. Виговського біля Бикова. Союзники вирушили на Конотоп. 24 червня біля Крупичполя до гетьмана доєднався кримський хан зі своїми основними силами. 28 червня (за старим стилем) відбулась Конотопська битва — генеральна битва московсько-української війни, у якій військо князя О. Трубецького було розгромлене.